# Paavo Vierto
Paavo Vierto (ur. 29 sierpnia 1915 w Lehtimäki, zm. 9 grudnia 1941) – fiński skoczek narciarski i specjalista kombinacji norweskiej, startujący w latach czterdziestych. Zwycięzca konkursu indywidualnego na skoczni dużej w Cortinie d’Ampezzo na mistrzostwach świata w narciarstwie klasycznym, które w 1946 zostały uznane przez FIS za nieoficjalne.
W czasie II wojny światowej Vierto walczył w szeregach Ochotniczego Fińskiego Batalionu Waffen-SS. Zginął 9 grudnia 1941 roku na terenie dzisiejszej Ukrainy. Volksbund Deutsche Kriegsgräberfürsorge podaje, że Vierto jest pochowany na cmentarzu w Amwrosijiwce. Stwierdza również, że w momencie śmierci służył w stopniu Rottenführera.